# Bram Appel
Abraham Leonardus „Bram” Appel (ur. 30 listopada 1921 w Rotterdamie, zm. 31 października 1997 w Geleen) – piłkarz holenderski grający na pozycji napastnika. W swojej karierze rozegrał 12 meczów i strzelił 10 goli w reprezentacji Holandii.

## Kariera klubowa
Swoją karierę piłkarską Appel rozpoczął w klubie Archipel Wassenaar. Zadebiutował w nim w 1940 roku. W latach 1942–1944 grał w Niemczech, w Hercie BSC. W latach 1945–1947 występował w ADO Den Haag. Z kolei w latach 1948–1949 był zawodnikiem VV Sittard. W latach 1949–1954 grał w Stade de Reims, z którym w 1950 roku zdobył Puchar Francji. W swojej karierze grał występował też w Lausanne Sports (1954–1955) i Fortunie '54 (1955–1959).

## Kariera reprezentacyjna
W reprezentacji Holandii Appel zadebiutował 31 lipca 1948 roku w przegranym 3:4 meczu igrzysk olimpijskich w Londynie z Wielką Brytanią. W debiucie zdobył 2 gole. Od 1948 do 1957 roku rozegrał w kadrze narodowej 12 meczów i zdobył 10 bramek.

## Kariera trenerska
Appel pracował również jako trener. Trenował takie kluby jak: Lausanne Sports, Fortuna '54, FC Volendam, PSV Eindhoven i Beringen FC. W sezonie 1962/1963 wywalczył z PSV mistrzostwo Holandii.